# Luis Lasso de la Vega

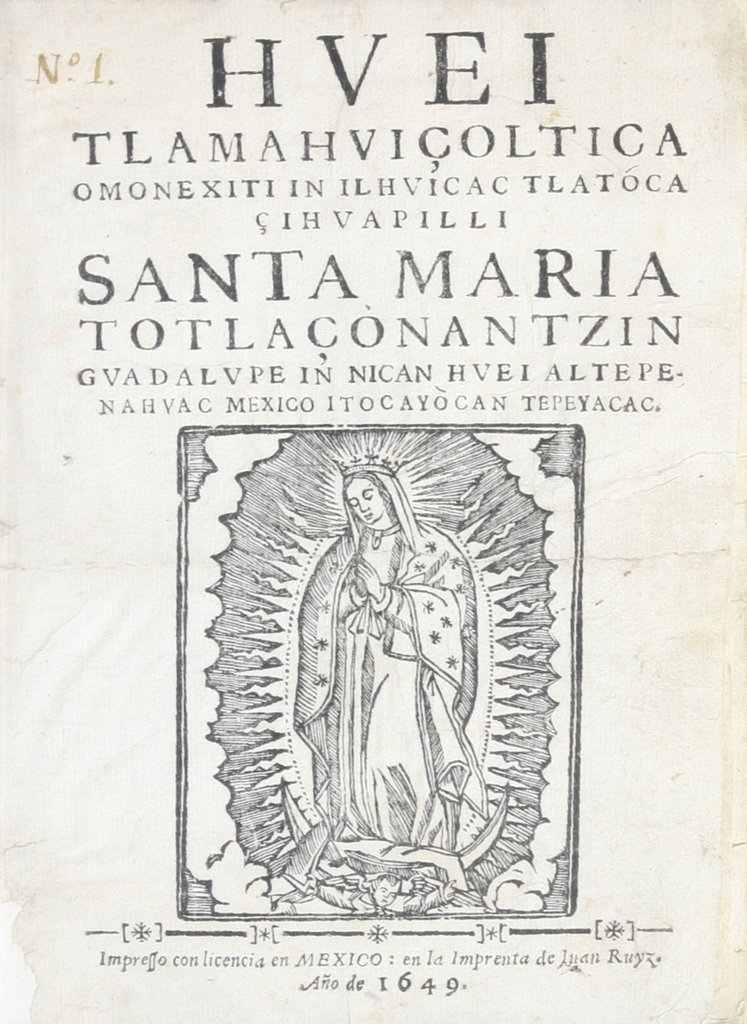
Primera página del Huei tlamahuiçoltica.

Luis Lasso de la Vega (escrito también Luis Laso de la Vega) fue un sacerdote novohispano criollo que vivió en el siglo XVII, es el autor del Huei tlamahuiçoltica.

## Obra
Huei tlamahuiçoltica omonexiti in ilhuicac tlatocaçihuapilli Santa Maria totlaçonantzin Guadalupe in nican huei altepenahuac Mexico itocayocan Tepeyacac (El gran acontecimiento con que se le apareció la Señora Reina del cielo Santa María, nuestra querida Madre de Guadalupe, aquí cerca de la Ciudad de México, en el lugar nombrado Tepeyácac), es un texto en náhuatl en el que se narra el “Gran portento” de las apariciones de la Virgen de Guadalupe al indio Juan Diego Cuauhtlatoatzin en el Cerro del Tepeyac en el año 1531. Uno de los capítulos que integran esa obra es el Nican mopohua, atribuido al indígena Antonio Valeriano.
El texto revela que Lasso de la Vega era un buen conocedor del idioma náhuatl y de la Literatura Náhuatl pues utiliza con habilidad los giros y las metáforas tradicionales en náhuatl. Este particular pone de relieve la importancia del Huei tlamahuiçoltica en el ámbito literario, filológico y lingüístico.
El Huei tlamahuiçoltica fue impreso por Juan Ruyz, el hijo de Enrico Martínez, en la Ciudad de México, en 1649.

## Vida
Poco se sabe de la vida de Luis Lasso de la Vega. Obtuvo el título de Bachiller en la Universidad de México. En el año de publicación del Huei tlamahuiçoltica se desempeñaba como cura vicario y capellán de la ermita de Nuestra Señora de Guadalupe. Como era un buen nahuatlato —es decir, que sabía hablar la lengua náhuatl y servía de intérprete—, tenía entre sus encargos pastorales el de predicar en náhuatl. Fue nombrado miembro del capítulo catedralicio en 1657.